# Liste der Wiener U-Bahn-Stationen

Wiener U-Bahn-Netz

Dies ist eine Liste aller Stationen der Wiener U-Bahn. Sie enthält alle relevanten Informationen zu den Stationen selbst, deren jeweilige Besonderheiten, eventuelle Sehenswürdigkeiten und wichtige Punkte Wiens in der unmittelbaren Stationsumgebung. Die Stationen werden linienweise gelistet. Aufgeführt sind neben den bestehenden Stationen auch die aufgelassene Station Lerchenfelder Straße, die noch nicht fertiggestellte Station Oberes Hausfeld sowie alle in Bau und in Planung befindlichen Stationen.
Das Netz der Wiener U-Bahn umfasst insgesamt 98 Stationen mit 109 Einzelhaltepunkten, die alle von genau einer Linie bedient werden. Auf die fünf Linien verteilen sich die Stationen wie folgt:
| Linie       | Stationen | Länge   | durchschnittl. Abstand | Eröffnung     | letzte Erweiterung |
| ----------- | --------- | ------- | ---------------------- | ------------- | ------------------ |
| U1          | 24        | 19,2 km | 835 m                  | 25. Feb. 1978 | 2. Sep. 2017       |
| U2          | 20        | 16,8 km | 887 m                  | 30. Aug. 1980 | 5. Okt. 2013       |
| U3          | 21        | 13,4 km | 670 m                  | 6. Apr. 1991  | 2. Dez. 2000       |
| U4          | 20        | 16,4 km | 861 m                  | 8. Mai 1976   | 7. Okt. 1995       |
| U6          | 24        | 17,3 km | 754 m                  | 7. Okt. 1989  | 4. Mai 1996        |
| U-Bahn Wien | 109       | 83,1 km | 799 m                  | 8. Mai 1976   | 2. Sep. 2017       |

## Legende
Die Liste ist folgendermaßen aufgebaut:
- Nr.: Ergibt sich durch Durchzählen der in Betrieb befindlichen Stationen entlang der jeweiligen Linie. Eine derartige Zuordnung von den Wiener Linien besteht nicht.
- Abk.: Betriebsinternes Kürzel der Station. Im Gegensatz zu anderen U-Bahnsystemen ist dieses Kürzel bei Umsteigestationen gleich.
- Station: Name der Station
- Lage: Lage des Bahnhofs (Tunnellage, ebenerdig an der Oberfläche, Viadukt (Stadtbahnbögen), Einschnitt oder Galerie)
- Umsteigemöglichkeiten: Umsteigemöglichkeiten zum Fern- und Regionalverkehr sowie zu anderen U-Bahn-, Straßenbahn- und städtischen Buslinien. Umsteigestationen zwischen U-Bahnlinien können für jede Linie unterschiedliche Anschlüsse haben.[1]
- Sehenswürdigkeiten und wichtige Punkte: nennt markante Objekte in der Bahnhofsumgebung.
- Besonderheiten: nennt historische, architektonische oder betriebliche Besonderheiten.
- Bezirk: Wiener Gemeindebezirk, in dem sich die Station befindet.
- eröffnet: Beginn des U-Bahn-Betriebs, bei adaptierten Stadtbahn- und Straßenbahnstationen wird das Eröffnungsdatum für das ursprüngliche Verkehrsmittel zusätzlich genannt.

Geschlossene und geplante Stationen sind farblich hervorgehoben.

## Liste
| Nr.                                                                 | Abk. | Station                                    | Lage       | Umsteigemöglichkeiten                                                         | Sehenswürdigkeiten und wichtige Punkte | Besonderheiten | Bezirk     | eröffnet                                                      |
| ------------------------------------------------------------------- | ---- | ------------------------------------------ | ---------- | ----------------------------------------------------------------------------- | --- | --- | ---------- | ------------------------------------------------------------- |
| Linie U1                                                            |      |                                            |            |                                                                               | | |            |                                                               |
| 1                                                                   | LO   | Oberlaa                                    | Oberfläche | 17A 68B 70A 226 227 266 N68                                                   | Therme Wien, Kurpark Oberlaa | | 10         | 2. Sep. 2017                                                  |
| 2                                                                   | LN   | Neulaa                                     | Oberfläche | 16A 17A 67A 67B N17 N67                                                       | Per-Albin-Hansson-Siedlung, Per-Albin-Hansson-Siedlung Ost | | 10         | 2. Sep. 2017                                                  |
| 3                                                                   | AL   | Alaudagasse                                | Tunnel     | 16A 17A 19A 67A 67B N17 N67                                                   | Per-Albin-Hansson-Siedlung Nord, Per-Albin-Hansson-Siedlung Ost | | 10         | 2. Sep. 2017                                                  |
| 4                                                                   | AT   | Altes Landgut                              | Tunnel     | 15A N67                                                                       | Verteilerkreis Favoriten, Generali-Arena, Laaer-Berg-Bad, FH Campus Wien | | 10         | 2. Sep. 2017                                                  |
| 5                                                                   | TO   | Troststraße                                | Tunnel     | 65A 66A N66                                                                   | Schleierbaracken | | 10         | 2. Sep. 2017                                                  |
| 6                                                                   | RP   | Reumannplatz                               | Tunnel     | 6 11 7A 14A 65A 66A 68A 68B N6 N65 N66 N68                                    | Amalienbad, Einkaufsstraße Favoritenstraße, Eissalon Tichy | erste neu gebaute U-Bahn-Station | 10         | 25. Feb. 1978                                                 |
| 7                                                                   | KE   | Keplerplatz                                | Tunnel     | 14A                                                                           | Einkaufsstraße Favoritenstraße, Einkaufszentrum „Columbuscenter“ | | 10         | 25. Feb. 1978                                                 |
| 8                                                                   | SL   | Südtiroler Platz – Hauptbahnhof            | Tunnel     | R REX CJX O 18 13A 69A 120 169 200 209 210 309 1155 1158 6011 7860 7941       | Hauptbahnhof, Quartier Belvedere | Hieß bis 9. Dezember 2012 Südtiroler Platz. Die Absicht, sie im Dezember 2014 in Hauptbahnhof umzubenennen, wurde nicht realisiert.                                                                            | 4, 10      | 25. Feb. 1978                                                 |
| 9                                                                   | TA   | Taubstummengasse                           | Tunnel     |                                                                               | Theresianum, ORF-Radiokulturhaus | | 4          | 25. Feb. 1978                                                 |
| 10                                                                  | KP   | Karlsplatz                                 | Tunnel     | D 1 2 62 71 2A 4A 59A 303 311 321 N46 N62 N71 360                             | Staatsoper, Karlskirche, Wiener Secession, Wiener Musikverein, Einkaufsstraße Kärntner Straße, Albertina, Technische Universität, Kunsthalle Wien Project Space, Projekt „Pi“                                                          | Station mit den meisten Rolltreppen; Teile der Stadtbahnstation von 1898 erhalten; komplizierte Umsteigewege, weil eingewölbter Wienfluss, von U1 unterfahren, zwischen U2- und U4-Bahnsteigen liegt           | 1, 4       | 25. Feb. 1978                                                 |
| 11                                                                  | SZ   | Stephansplatz                              | Tunnel     | 1A 2A 3A                                                                      | Zentrum Wiens, Stephansdom | Virgilkapelle in der Station | 1          | 18. Nov. 1978                                                 |
| 12                                                                  | SP   | Schwedenplatz                              | Tunnel     | 1 2 2A N29 N31                                                                | Urania, Ruprechtskirche, Einstiegsstelle Twin City Liner (Marienbrücke) | Reste der alten Stadtmauer | 1          | 24. Nov. 1979                                                 |
| 13                                                                  | NP   | Nestroyplatz                               | Tunnel     | 5A                                                                            | Johann-Strauß-Wohnung, Kriminalmuseum, St.-Johann-Nepomuk-Kirche | | 2          | 24. Nov. 1979                                                 |
| 14                                                                  | PR   | Praterstern                                | Tunnel     | R REX CJX O 5 5B 80A 82A 175                                                  | Prater, Riesenrad, Liliputbahn | Ursprünglich mit geplanter Abzweigung für die Zweiglinie U1B erbaut, statt der später die Linie U2 errichtet wurde                                                                                             | 2          | 28. Feb. 1981                                                 |
| 15                                                                  | VS   | Vorgartenstraße                            | Tunnel     | 11A 11B                                                                       | Franz-von-Assisi-Kirche, Schifffahrtszentrum | DDSG | 2          | 3. Sep. 1982                                                  |
| 16                                                                  | DI   | Donauinsel                                 | Viadukt    |                                                                               | Neue Donau und Donauinsel, Badestrände, Erholungsgebiet | Station im Untergeschoß der Reichsbrücke | 22         | 3. Sep. 1982                                                  |
| 17                                                                  | KM   | Kaisermühlen – Vienna International Centre | Viadukt    | 20A 92A 92B N90                                                               | UNO-City, Austria Center Vienna, Donaupark, Donauturm, Donau City | | 22         | 3. Sep. 1982                                                  |
| 18                                                                  | AD   | Alte Donau                                 | Viadukt    | 20A 20B                                                                       | Alte Donau | | 22         | 3. Sep. 1982                                                  |
| 19                                                                  | ZK   | Kagran                                     | Viadukt    | 25 22A 26A 27A 27B 93A 94A N26                                                | Einkaufszentrum „Donau Zentrum“, Albert-Schultz-Eishalle | Ursprünglicher Name „Zentrum Kagran“ wegen Verwechslungsgefahr aufgegeben | 22         | 3. Sep. 1982                                                  |
| 20                                                                  | KT   | Kagraner Platz                             | Tunnel     | 26 22A 24A 31A N20 N23 N24                                                    | | | 22         | 2. Sep. 2006                                                  |
| 21                                                                  | RB   | Rennbahnweg                                | Viadukt    | 25A 27A                                                                       | | | 22         | 2. Sep. 2006                                                  |
| 22                                                                  | AK   | Aderklaaer Straße                          | Oberfläche | 28A 520                                                                       | | | 21         | 2. Sep. 2006                                                  |
| 23                                                                  | GF   | Großfeldsiedlung                           | Tunnel     | 29A 29B                                                                       | Großfeldsiedlung | | 21         | 2. Sep. 2006                                                  |
| 24                                                                  | LU   | Leopoldau                                  | Oberfläche | R REX 29B 32A 36B 510                                                         | | | 21         | 2. Sep. 2006                                                  |
| Linie U2                                                            |      |                                            |            |                                                                               | | |            |                                                               |
| 1                                                                   | EE   | Seestadt                                   | Viadukt    | 84A 88A 88B                                                                   | Seestadt Aspern | | 22         | 5. Okt. 2013                                                  |
| 2                                                                   | AN   | Aspern Nord                                | Oberfläche | R REX 84A 89A 95A 99A 99B                                                     | Seestadt Aspern | Kunstwerke von Stephan Huber: Das Flugdach, die Lebenslinien und die Kunstwerke an den Enden des Bahnsteigs.                                                                                                   | 22         | 5. Okt. 2013                                                  |
| 3                                                                   | HU   | Hausfeldstraße                             | Viadukt    | 26 85A 95B 97A 540 595 N23                                                    | | | 22         | 5. Okt. 2013                                                  |
| (4)                                                                 | AZ   | Oberes Hausfeld                            | Viadukt    |                                                                               | | Rohbau seit 2013 fertiggestellt, wird aktuell vollständig ausgebaut | 22         | 2026                                                          |
| 5                                                                   | AP   | Aspernstraße                               | Viadukt    | 22A 26A 84A 93A 97A 98A 550                                                   | | | 22         | 2. Okt. 2010                                                  |
| 6                                                                   | DP   | Donauspital                                | Viadukt    | 25 95A N26                                                                    | Sozialmedizinisches Zentrum Ost – Donauspital | | 22         | 2. Okt. 2010                                                  |
| 7                                                                   | AR   | Hardeggasse                                | Viadukt    | 25 92A 95A 96A N26                                                            | Stadlauer Friedhof | | 22         | 2. Okt. 2010                                                  |
| 8                                                                   | SD   | Stadlau                                    | Viadukt    | R REX 86A 87A 94A                                                             | HTL Donaustadt | | 22         | 2. Okt. 2010                                                  |
| 9                                                                   | DT   | Donaustadtbrücke                           | Viadukt    | 92A 92B 93A N90 N91                                                           | Alte Donau, Neue Donau, Donauinsel | bis 2006 war der Name „Seestern“ vorgesehen | 22         | 2. Okt. 2010                                                  |
| 10                                                                  | DM   | Donaumarina                                | Viadukt    | 77A 79A 79B                                                                   | Marina Wien | bis 2006 war der Name „Donaustadtbrücke“ vorgesehen | 2          | 2. Okt. 2010                                                  |
| 11                                                                  | SW   | Stadion                                    | Viadukt    | 11A 77A                                                                       | Busterminal Vienna, Ernst-Happel-Stadion (Praterstadion), Ferry-Dusika-Hallenstadion | zwei symmetrische Mittelbahnsteige, Abzweig Betriebsgleis zum Betriebshof Erdberg | 2          | 10. Mai 2008                                                  |
| 12                                                                  | TR   | Krieau                                     | Viadukt    | 82A                                                                           | Trabrennbahn Krieau, Messe Wien, Wirtschaftsuniversität Wien | bis 2006 war der Name „Trabrennstraße“ vorgesehen | 2          | 10. Mai 2008                                                  |
| 13                                                                  | MS   | Messe – Prater                             | Tunnel     | 82A                                                                           | Messe Wien, Prater, Wirtschaftsuniversität Wien | | 2          | 10. Mai 2008                                                  |
| 14                                                                  | PR   | Praterstern                                | Tunnel     | R REX CJX O 5 5B 80A 82A 175                                                  | Prater, Riesenrad, Liliputbahn | | 2          | 10. Mai 2008                                                  |
| 15                                                                  | TB   | Taborstraße                                | Tunnel     | 2 5B N29                                                                      | Augarten, Wiener Sängerknaben, Filmarchiv Austria, Taborstraße | | 2          | 10. Mai 2008                                                  |
| 16                                                                  | SR   | Schottenring                               | Tunnel     | 1 31 71 3A N31                                                                | Ringturm, Flex (Club), Rossauer Kaserne | Station liegt unterhalb des Donaukanals und hat Ausgänge sowohl in den 1. als auch 2. Bezirk; ursprünglich zwischen den Gleisen der U4-Station Schottenring gelegen und am 10. Mai 2008 in neuer Lage eröffnet | 1, 2       | 30. Aug. 1980                                                 |
| 17                                                                  | SO   | Schottentor                                | Tunnel     | D 1 37 38 40 41 42 43 44 71 1A 40A N38 N41 N43                                | Universität, Votivkirche, Landespolizeidirektion Wien, Mölker Bastei, Schottenstift, Schottenkirche, Freyung | In Verbindung mit unterirdischer Straßenbahnschleife „Jonasreindl“, eröffnet 1961 | 1, 9       | 30. Aug. 1980                                                 |
| Streckenführung ab Schottentor: Linie U2 bis 2028, Linie U5 ab 2026 |      |                                            |            |                                                                               | | |            |                                                               |
| 18                                                                  | RH   | Rathaus                                    | Tunnel     | 2                                                                             | Rathaus, Burgtheater, Theater in der Josefstadt, MUSA Museum Startgalerie Artothek | | 1, 8       | 30. Aug. 1980 1966 als UStrab-Station Friedrich-Schmidt-Platz |
|                                                                     |      | Lerchenfelder Straße                       | Tunnel     |                                                                               | Parlamentsgebäude, Palais Auersperg, Justizpalast | seit 27. September 2003 geschlossen | 1, 7, 8    | 30. Aug. 1980 1966 als UStrab-Station                         |
| 19                                                                  | VT   | Volkstheater                               | Tunnel     | 46 49 48A N46                                                                 | Volkstheater, MuseumsQuartier, Naturhistorisches Museum, Volksgarten, Heldenplatz, Hofburg, Parlament, Justizpalast | | 1, 7       | 30. Aug. 1980 1966 als UStrab-Station Burggasse               |
| 20                                                                  | BA   | Museumsquartier                            | Tunnel     | 57A N46                                                                       | MuseumsQuartier mit Leopold Museum, Museum moderner Kunst, Kunsthalle Wien, Architekturzentrum Wien usw., Kunsthistorisches Museum, Einkaufsstraße Mariahilfer Straße                                                                  | künstlerisch gestaltet; bis 1991 hieß die Station Mariahilfer Straße; 1991–2000 – Babenbergerstraße | 1, 7       | 30. Aug. 1980 1966 als UStrab-Station Mariahilfer Straße      |
| 21                                                                  | KP   | Karlsplatz                                 | Tunnel     | D 1 2 62 71 2A 4A 59A 309 311 321 N46 N62 N71 360                             | Staatsoper, Karlskirche, Wiener Secession, Einkaufsstraße Kärntner Straße, Albertina, Technische Universität, Projekt „Pi“, Musikverein, Künstlerhaus                                                                                  | Station mit den meisten Rolltreppen; Teile der Stadtbahnstation erhalten; U2-Endstation mit Wendeanlage | 1, 4       | 30. Aug. 1980                                                 |
| neue Streckenführung ab Schottentor in Bau, Inbetriebnahme 2028     |      |                                            |            |                                                                               | | |            |                                                               |
| -                                                                   | RH   | Rathaus                                    | Tunnel     | 2 48A                                                                         | Rathaus, Burgtheater, Theater in der Josefstadt, MUSA Museum Startgalerie Artothek | | 1, 8       | 2028                                                          |
| -                                                                   | MA   | Neubaugasse                                | Tunnel     | 49 13A 14A N71                                                                | Einkaufsstraße Mariahilfer Straße, Haus des Meeres, Esterházypark, Renaissancetheater | | 6, 7       | 2028                                                          |
| -                                                                   | PG   | Pilgramgasse                               | Tunnel     | 12A 13A 14A N71                                                               | Bezirksmuseum Mariahilf | | 5, 6       | 2028                                                          |
| -                                                                   |      | Reinprechtsdorfer Straße                   | Tunnel     | 12A 14A 59A                                                                   | | Bis 2015 war der Name „Bacherplatz“ vorgesehen | 5          | 2028                                                          |
| -                                                                   |      | Matzleinsdorfer Platz                      | Tunnel     | R REX CJX 1 6 18 62 14A 096 209 303 309 311 6011 7860 7941 N6 N62             | Evangelischer Friedhof Matzleinsdorf | | 5, 10      | 2028                                                          |
| -                                                                   |      | Gußriegelstraße                            | Tunnel     | O Bus                                                                         | | | 10         | in Planung                                                    |
| -                                                                   |      | Wienerberg                                 | Tunnel     | 15 Bus                                                                        | Business Park Tower | | 10         | in Planung                                                    |
| -                                                                   |      | Gutheil-Schoder-Gasse                      | Tunnel     | Bus eventuell:                                                                | Neusteinhof | | 10, 12, 23 | Ausbauvariante                                                |
| Linie U3                                                            |      |                                            |            |                                                                               | | |            |                                                               |
| 1                                                                   | OK   | Ottakring                                  | Viadukt    | 44 46 45A 46A 46B 48A N46                                                     | HTL Wien West, Ottakringer Brauerei, Kuffner-Sternwarte | | 16         | 5. Dez. 1998                                                  |
| 2                                                                   | KR   | Kendlerstraße                              | Tunnel     | 10                                                                            | Höhere Graphische Bundes-Lehr- und Versuchsanstalt, Bierwaage | | 16         | 5. Dez. 1998                                                  |
| 3                                                                   | HH   | Hütteldorfer Straße                        | Tunnel     | 10 49 N49                                                                     | Breitenseer Lichtspiele | | 14         | 5. Dez. 1998                                                  |
| 4                                                                   | JO   | Johnstraße                                 | Tunnel     | 49 10A 12A                                                                    | Meiselmarkt | | 15         | 3. Sep. 1994                                                  |
| 5                                                                   | SH   | Schweglerstraße                            | Tunnel     | 9 49 12A                                                                      | Elisabethspital | Station künstlerisch gestaltet | 15         | 3. Sep. 1994                                                  |
| 6                                                                   | WS   | Westbahnhof                                | Tunnel     | R REX CJX 5 6 9 18 52 60 N6 N54                                               | Einkaufsstraße Mariahilfer Straße, Museum für Verhütung und Schwangerschaftsabbruch | Teile der Passage künstlerisch gestaltet | 6, 7, 15   | 4. Sep. 1993                                                  |
| 7                                                                   | GZ   | Zieglergasse                               | Tunnel     |                                                                               | Einkaufsstraße Mariahilfer Straße, Möbelmuseum Wien, Haydn-Haus | Gleise übereinander, Richtung Simmering oben | 6, 7       | 4. Sep. 1993                                                  |
| 8                                                                   | MA   | Neubaugasse                                | Tunnel     | 13A 14A N71                                                                   | Einkaufsstraße Mariahilfer Straße, Haus des Meeres, Esterházypark, Renaissancetheater | Gleise übereinander, Richtung Simmering oben | 6, 7       | 4. Sep. 1993                                                  |
| 9                                                                   | VT   | Volkstheater                               | Tunnel     | D 1 2 46 49 71 48A N46                                                        | Museumsquartier, Naturhistorisches Museum, Volksgarten Wien, Heldenplatz, Hofburg, Parlament, Palais Auersperg, Justizpalast, Volkstheater, Spittelberg                                                                                | künstlerisch gestaltet | 1, 7       | 6. Apr. 1991                                                  |
| 10                                                                  | HZ   | Herrengasse                                | Tunnel     | 1A 2A                                                                         | Bundeskanzleramt, Regierungsviertel, Hofburg, Minoritenkirche, Spanische Hofreitschule, Michaelerplatz, Globenmuseum im Palais Mollard-Clary, Palais Niederösterreich, Palais Ferstel, Palais Kinsky, Palais Esterházy (Wallnerstraße) | | 1          | 6. Apr. 1991                                                  |
| 11                                                                  | SZ   | Stephansplatz                              | Tunnel     | 1A 2A 3A                                                                      | Zentrum Wiens, Stephansdom, Graben | Gleise übereinander, Richtung Simmering oben | 1          | 6. Apr. 1991                                                  |
| 12                                                                  | SE   | Stubentor                                  | Tunnel     | 2 3A 74A                                                                      | Stadtpark, Museum für angewandte Kunst (MAK), Alte Universität, Kabarett Simpl | Gleise versetzt übereinander, Richtung Simmering oben; Reste der alten Stadtmauer | 1          | 6. Apr. 1991                                                  |
| 13                                                                  | LA   | Landstraße                                 | Tunnel     | R REX CJX O 74A                                                               | Bahnhof Wien Mitte, Einkaufsstraße Landstraßer Hauptstraße | Die Bahnhofsüberbauung wurde zuletzt 2007–2012 neu errichtet | 3          | 6. Apr. 1991                                                  |
| 14                                                                  | RG   | Rochusgasse                                | Tunnel     | 4A 74A                                                                        | Einkaufsstraße Landstraßer Hauptstraße, Palais Rasumofsky, Haus Wittgenstein, Rochuskirche, Rochusmarkt | | 3          | 6. Apr. 1991                                                  |
| 15                                                                  | KN   | Kardinal-Nagl-Platz                        | Tunnel     | 77A                                                                           | Rabenhof, Rabenhof Theater | | 3          | 6. Apr. 1991                                                  |
| 16                                                                  | SG   | Schlachthausgasse                          | Tunnel     | 18 77A 80A                                                                    | Verkehrsmuseum Remise, Österreichisches Staatsarchiv, Bundesamt für Zivilluftfahrt | | 3          | 6. Apr. 1991                                                  |
| 17                                                                  | ED   | Erdberg                                    | Oberfläche |                                                                               | Vienna International Busterminal, Arena Wien, Kundenzentrum der Wiener Linien | U-Bahn-Leitzentrale und Betriebsbahnhof; Abzweigung des Betriebsgleises zur U2 | 3          | 6. Apr. 1991                                                  |
| 18                                                                  | AW   | Gasometer                                  | Tunnel     | 72A                                                                           | Gasometer, Bundesanstalt Statistik Österreich, Wiener Stadt- und Landesarchiv | | 11         | 2. Dez. 2000                                                  |
| 19                                                                  | PP   | Zippererstraße                             | Tunnel     | 71 N71                                                                        | | | 11         | 2. Dez. 2000                                                  |
| 20                                                                  | EK   | Enkplatz                                   | Tunnel     | 11 71 15A 76A 76B N6 N71                                                      | Neusimmeringer Pfarrkirche | | 11         | 2. Dez. 2000                                                  |
| 21                                                                  | SA   | Simmering                                  | Tunnel     | R REX 11 71 69A 72A 73A 217 218 272 N71 in Planung: 72                        | Bezirksmuseum Simmering, Schloss Neugebäude, Wiener Zentralfriedhof | | 11         | 2. Dez. 2000                                                  |
| Linie U4                                                            |      |                                            |            |                                                                               | | |            |                                                               |
| 1                                                                   | HF   | Hütteldorf                                 | Oberfläche | R REX CJX 43B 47B 49A 50A 50B 52A 52B 53A 450 451 453 N49                     | Allianz Stadion, Lainzer Tiergarten, Jugendgästehaus | Otto-Wagner-Stil teilweise erhalten | 14         | 20. Dez. 1981 Stadtbahn seit 1898                             |
| 2                                                                   | OV   | Ober St. Veit                              | Einschnitt | 47A 54A 54B N54                                                               | Ober St. Veit | Otto-Wagner-Stil teilweise erhalten | 13         | 20. Dez. 1981 Stadtbahn seit 1898                             |
| 3                                                                   | UV   | Unter St. Veit                             | Einschnitt | 47A N54                                                                       | Unter St. Veit | | 13         | 20. Dez. 1981 Stadtbahn seit 1898                             |
| 4                                                                   | BR   | Braunschweiggasse                          | Einschnitt |                                                                               | | | 13         | 20. Dez. 1981 Stadtbahn seit 1898                             |
| 5                                                                   | HI   | Hietzing                                   | Einschnitt | 10 60 51A 56A 56B 58A 58B N54 N60                                             | Schloss Schönbrunn mit Park, Tiergarten Schönbrunn | mit k.u.k. Hofpavillon der Wiener Stadtbahn im Otto-Wagner-Stil am zentrumsseitigen Bahnsteigende | 13         | 31. Aug. 1981 Stadtbahn seit 1898                             |
| 6                                                                   | SB   | Schönbrunn                                 | Einschnitt | 10A                                                                           | Schloss Schönbrunn, Technisches Museum Wien | historischer Otto-Wagner-Stil erhalten | 13         | 31. Aug. 1981 Stadtbahn seit 1898                             |
| 7                                                                   | MH   | Meidling Hauptstraße                       | Tunnel     | 7A 9A 10A 63A                                                                 | Einkaufsstraße, Diskothek U4 | Überbreiter Bahnsteig (1899–1980 mehrgleisige Verzweigung Gürtellinie / Untere Wientallinie, 1980–1985 Endstationsgleis der Stadtbahn-Gürtellinie zwischen U4-Gleisen)                                         | 12         | 26. Okt. 1980 Stadtbahn seit 1898                             |
| 8                                                                   | LE   | Längenfeldgasse                            | Tunnel     | 12A                                                                           | Schnapsmuseum | zwei Mittelbahnsteige: innen U4, außen U6; nachträglich in den Streckenverlauf eingefügt | 12         | 7. Okt. 1989                                                  |
| 9                                                                   | MG   | Margaretengürtel                           | Einschnitt | 6 18 N6                                                                       | | Otto-Wagner-Stil teilweise erhalten | 5          | 26. Okt. 1980 Stadtbahn seit 1899                             |
| 10                                                                  | PG   | Pilgramgasse                               | Einschnitt | 12A 13A 14A N71                                                               | Bezirksmuseum Mariahilf | Otto-Wagner-Stil teilweise erhalten | 5          | 26. Okt. 1980 Stadtbahn seit 1899                             |
| 11                                                                  | KG   | Kettenbrückengasse                         | Einschnitt |                                                                               | Naschmarkt und Flohmarkt, Wienzeilenhäuser von Otto Wagner | Otto-Wagner-Stil teilweise erhalten | 5          | 26. Okt. 1980 Stadtbahn seit 1899                             |
| 12                                                                  | KP   | Karlsplatz                                 | Tunnel     | D 1 2 62 71 2A 4A 59A 303 311 321 N46 N62 N71 303                             | Staatsoper, Karlskirche, Wiener Secession, Wiener Musikverein, Kunsthalle Wien Project Space, Einkaufsstraße Kärntner Straße, Albertina, Technische Universität, Projekt „Pi“                                                          | Station mit den meisten Rolltreppen; Teile der Stadtbahnstation erhalten; komplizierte Umsteigerelationen, da zwischen U4 und U2 der eingewölbte Wienfluss, der von U1 unterfahren wird                        | 1, 4       | 15. Aug. 1978 Stadtbahn seit 1899                             |
| 13                                                                  | ST   | Stadtpark                                  | Einschnitt |                                                                               | Konzerthaus, Johann-Strauß-Denkmal | Station in Einschnitt im Stadtpark; historischer Otto-Wagner-Stil erhalten | 3          | 15. Aug. 1978 Stadtbahn seit 1901                             |
| 14                                                                  | LA   | Landstraße                                 | Tunnel     | R REX CJX O 74A                                                               | Bahnhof Wien Mitte, Einkaufsstraße Landstraßer Hauptstraße, MAK | die Bahnhofsüberbauung wurde zuletzt 2007–2012 neu errichtet | 3          | 15. Aug. 1978 Stadtbahn seit 1901                             |
| 15                                                                  | SP   | Schwedenplatz                              | Galerie    | 1 2 2A N29 N31                                                                | Urania, Ruprechtskirche | Abfahrtsstelle des Twin City Liners nach Bratislava | 1          | 15. Aug. 1978 Stadtbahn seit 1901                             |
| 16                                                                  | SR   | Schottenring                               | Galerie    | 1 31 71 3A N31                                                                | Ringturm | 1980–2008 Gleisverbindung zur U2 | 1          | 15. Aug. 1978 Stadtbahn seit 1901                             |
| 17                                                                  | RL   | Roßauer Lände                              | Einschnitt |                                                                               | | Zugang zum Donaukanal, Otto-Wagner-Stil teilweise erhalten | 9          | 15. Aug. 1978 Stadtbahn seit 1901                             |
| 18                                                                  | FB   | Friedensbrücke                             | Oberfläche | 5 33                                                                          | | Otto-Wagner-Stil teilweise erhalten; bis 1991 mit Stadtbahn- bzw. U6-Endstationsgleisen (Verbindungsbogen Nussdorfer Straße–Friedensbrücke)                                                                    | 9          | 8. Mai 1976 Stadtbahn seit 1901                               |
| 19                                                                  | AU   | Spittelau                                  | Oberfläche | R REX D 35A 37A N35 N36                                                       | Müllverbrennungsanlage Spittelau (Hundertwasser), Bau von Zaha Hadid am Donaukanal | nachträglich in den Streckenverlauf eingefügt | 9          | 7. Okt. 1995                                                  |
| 20                                                                  | HS   | Heiligenstadt                              | Oberfläche | R REX 5B 10A 11A 38A 39A 142 400 413 N36                                      | Karl-Marx-Hof, Hohe Warte | Otto-Wagner-Stil teilweise erhalten | 19         | 8. Mai 1976 Stadtbahn seit 1901                               |
| Linie U5                                                            |      |                                            |            |                                                                               | | |            |                                                               |
| -                                                                   |      | Dornbach                                   | Tunnel     | 2 10 43 Bus                                                                   | Dornbacher Friedhof | | 17         | Ausbauvariante                                                |
| -                                                                   |      | Hernals                                    | Tunnel     | 43 Bus                                                                        | Hernalser Friedhof | | 17         | 2032–2035                                                     |
| -                                                                   |      | Elterleinplatz                             | Tunnel     | 9 43                                                                          | Bezirksgericht Hernals, Magistratisches Bezirksamt für den 9. und 17. Bezirk | | 17         | 2032–2035                                                     |
| -                                                                   | MB   | Michelbeuern – Allgemeines Krankenhaus     | Tunnel     | 42                                                                            | Allgemeines Krankenhaus der Stadt Wien, Medizinische Universität Wien | | 9, 18      | 2032–2035                                                     |
| -                                                                   |      | Arne-Karlsson-Park                         | Tunnel     | 5 12 37 38 40 41 42                                                           | Fakultät für Physik und Chemie der Universität Wien | | 9          | 2032–2035                                                     |
| -                                                                   |      | Frankhplatz                                | Tunnel     | 43 44                                                                         | Campus der Universität Wien, Österreichische Nationalbank, Landesgericht für Strafsachen Wien | | 9          | 2026                                                          |
| weiter auf U2-Strecke ab Rathaus zum Karlsplatz, siehe dort         |      |                                            |            |                                                                               | | |            |                                                               |
| Linie U6                                                            |      |                                            |            |                                                                               | | |            |                                                               |
| 1                                                                   | HT   | Siebenhirten                               | Viadukt    | 61B 207 260 266 268 269 270                                                   | | | 23         | 15. Apr. 1995 Straßenbahn seit 1980                           |
| 2                                                                   | PF   | Perfektastraße                             | Viadukt    | 61A 64A                                                                       | | | 23         | 15. Apr. 1995 Straßenbahn seit 1980                           |
| 3                                                                   | ES   | Erlaaer Straße                             | Viadukt    |                                                                               | | | 23         | 15. Apr. 1995 Straßenbahn seit 1980                           |
| 4                                                                   | AE   | Alterlaa                                   | Viadukt    | 60A 64A 64B 66A 67B N66                                                       | Wohnpark Alt-Erlaa | | 23         | 15. Apr. 1995 Straßenbahn seit 1979                           |
| 5                                                                   | PW   | Am Schöpfwerk                              | Viadukt    | 16A N65                                                                       | Schloss Altmannsdorf | | 12         | 15. Apr. 1995 Straßenbahn seit 1979                           |
| 6                                                                   | TE   | Tscherttegasse                             | Oberfläche |                                                                               | Werk X | Gleisverbindung zur Badner Bahn | 12         | 15. Apr. 1995 Straßenbahn seit 1979                           |
| 7                                                                   | PH   | Bahnhof Meidling                           | Tunnel     | R REX CJX 62 7A 7B 8A 9A 15A 59A 62A N62                                      | Fußgängerzone Meidlinger Hauptstraße, Schnapsmuseum | bis 4. Oktober 2013 hieß die Station Philadelphiabrücke | 12         | 7. Okt. 1989                                                  |
| 8                                                                   | NH   | Niederhofstraße                            | Tunnel     | 10A 63A                                                                       | Theresienbad | | 12         | 7. Okt. 1989                                                  |
| 9                                                                   | LE   | Längenfeldgasse                            | Tunnel     | 12A                                                                           | | zwei Mittelbahnsteige: außen U6, innen U4 | 12         | 7. Okt. 1989                                                  |
| 10                                                                  | GU   | Gumpendorfer Straße                        | Viadukt    | 6 18 57A N6                                                                   | Raimundtheater, AIDS-Hilfe-Haus, Arik-Brauer-Haus | historische Otto-Wagner-Hochbahnstation erhalten | 6, 15      | 7. Okt. 1989 Stadtbahn seit 1898                              |
| 11                                                                  | WS   | Westbahnhof                                | Tunnel     | R REX CJX 5 6 9 18 52 60 N6 N54                                               | Einkaufsstraße Mariahilfer Straße | ursprünglich unter dem Europaplatz gelegen, 1991 in neuer Lage neu eröffnet. Teile der Passage künstlerisch gestaltet                                                                                          | 7, 15      | 7. Okt. 1989 Stadtbahn seit 1898                              |
| 12                                                                  | BU   | Burggasse – Stadthalle                     | Einschnitt | 6 9 18 49 48A                                                                 | Stadthalle, Hauptbücherei | Bahnsteige im Einschnitt; historischer Otto-Wagner-Stil teilweise erhalten | 7, 15      | 7. Okt. 1989 Stadtbahn seit 1898                              |
| 13                                                                  | TS   | Thaliastraße                               | Viadukt    | 5 46 48A N46                                                                  | Brunnenmarkt | | 7, 16      | 7. Okt. 1989 Stadtbahn seit 1980                              |
| 14                                                                  | JS   | Josefstädter Straße                        | Viadukt    | 2 33                                                                          | Brunnenmarkt mit Yppenmarkt, Fiakermuseum, Breitenfelder Pfarrkirche | historische Otto-Wagner-Hochbahnstation erhalten | 8, 16, 17  | 7. Okt. 1989 Stadtbahn seit 1898                              |
| 15                                                                  | AS   | Alser Straße                               | Viadukt    | 43 44 N43                                                                     | St.-Anna-Kinderspital, „Metropol“, Jörgerbad | historische Otto-Wagner-Hochbahnstation erhalten | 9, 17      | 7. Okt. 1989 Stadtbahn seit 1898                              |
| 16                                                                  | MB   | Michelbeuern – Allgemeines Krankenhaus     | Oberfläche | 42                                                                            | Allgemeines Krankenhaus der Stadt Wien, Medizinische Universität Wien | mit Betriebsbahnhof (seit 1898) mit Anschlussgleisen zur Straßenbahnlinie 42 | 9, 18      | 7. Okt. 1989 Stadtbahn seit 1987                              |
| 17                                                                  | WA   | Währinger Straße – Volksoper               | Viadukt    | 40 41 42 40A N41                                                              | Volksoper, WIFI Wien, Fachhochschule Wien, Währinger Straße | historische Otto-Wagner-Hochbahnstation erhalten | 9, 18      | 7. Okt. 1989 Stadtbahn seit 1898                              |
| 18                                                                  | NS   | Nußdorfer Straße                           | Viadukt    | 37 38 35A 37A N35 N36 N38                                                     | Jüdischer Friedhof Währing, Währinger Park | historische Otto-Wagner-Hochbahnstation erhalten | 9, 18      | 7. Okt. 1989 Stadtbahn seit 1898                              |
| 19                                                                  | AU   | Spittelau                                  | Viadukt    | R REX D N35 N36                                                               | Müllverbrennungsanlage Spittelau (Hundertwasser), Zaha-Hadid-Haus am Donaukanal, Bundesamtsgebäude Josef-Holaubek-Platz | | 9          | 4. Mai 1996                                                   |
| 20                                                                  | JG   | Jägerstraße                                | Tunnel     | 31 33 5B N31                                                                  | TGM (Schule), Brigittakirche | | 20         | 4. Mai 1996                                                   |
| 21                                                                  | DS   | Dresdner Straße                            | Tunnel     | 2 5A 37A N29                                                                  | Lorenz-Böhler-Unfallkrankenhaus | | 20         | 4. Mai 1996                                                   |
| 22                                                                  | HK   | Handelskai                                 | Viadukt    | R REX CJX 5A 11A 11B                                                          | Millennium Tower, Einkaufszentrum Millennium City, Donauinsel | | 20         | 4. Mai 1996                                                   |
| 23                                                                  | ND   | Neue Donau                                 | Viadukt    | 20A 20B                                                                       | Badestrände, Erholungsgebiet Donauinsel, Islamisches Zentrum Wien, Alte Donau, Donauturm | | 21         | 4. Mai 1996                                                   |
| 24                                                                  | FL   | Floridsdorf                                | Tunnel     | R REX CJX 25 26 30 31 20A 29A 29B 33A 34A 150 500 501 502 505 850 N20 N29 N31 | | | 21         | 4. Mai 1996                                                   |